# اینیاتسو بالسامو
اینیاتسو بالسامو (ایتالیایی: Ignazio Balsamo؛ ۲۵ اکتبر ۱۹۱۲ – ۷ اوت ۱۹۹۴) بازیگر اهل ایتالیا بود.
از فیلم‌ها یا مجموعه‌های تلویزیونی که وی در آن نقش داشته‌است، می‌توان به شب‌های پرحرارت پوپیا، آنا، گاریبالدی، دختران خطرناک هستند، زندگی شیرین، در پاسگاه پلیس رخ داد، فرشته سپید و پشت پرده اشاره کرد.